# Western swing
Western swing – powstał na skutek eksperymentów z mieszaniem stylów: country i big bandu. Na zachód od Teksasu i w samym Teksasie przekształciło się to w specyficzny rodzaj country, wykorzystujący rozmaite odmiany skrzypiec i fideli, instrumenty elektryczne, czasem również rogi, a to wszystko uzupełnione łagodnym, dźwięcznym, niemal popowym wokalem. Styl ten rozpowszechnił się w późnych latach 30., wkrótce rozciągając się na całe zachodnie wybrzeże. Pionierami Western swingu byli: Bob Wills’s Texas Playboys i Milton Brown’s Musical Brothers. Inni wykonawcy to głównie zespoły: Light Crust Doughboys, Bill Boyd’s Cowboy Ramblers, The Tune Wranglers, Jimmie Revard’s Oklahoma Playboys oraz grupy Cliffa Brunera i Adolpha Hofnera.